# Casello n. 3
Casello n. 3 è un film del 1945 diretto da Giorgio Ferroni e realizzato nell'ambito del Cinevillaggio durante il periodo di esistenza della Repubblica Sociale Italiana.

## Distribuzione
È più che possibile che non sia mai giunto nelle sale. 
Infatti non si conoscono date di distribuzione del film (privo, inoltre, di visto censura) che allo stato attuale risulta irreperibile se non perduto (destino comune a diversi film realizzati durante il periodo della RSI).